# Голямата стъпка
Голямата стъпка, известен и като Саскуоч („дивият човек от горите“), е фигура от северноамериканския фолклор, за която се твърди, че обитава усамотени гори, най-вече в северозападната част на САЩ и канадска провинция Британска Колумбия. В Северен Уисконсин индианците лакота знаят съществото под името Чийе-танка, което означава „Големият възрастен брат“. Често е описван като голям, космат двуног хуманоид, близък до други легендарни същества, известни по света с регионалните си имена, като Йети в Тибет и Непал, Йерен от континентален Китай и Йоуи от Австралия.
Голямата стъпка е един от най-известните екземпляри от криптозоологията, която научното общество класифицира като псевдонаука поради ненадеждните описания на очевидците, липсата на научни и физически доказателства и прекаленото доверие, че то съществува. Научни експерти смятат, че легендата за Голямата стъпка е комбинация от фолклор и мистификация. Въпреки статута си Голямата стъпка е популярен символ, включен и като „куачи“, един от талисманите за зимните олимпийски игри през 2010 г. във Ванкувър. Освен това името му носят провинциален парк и ежегодният карнавал „Шеметна среща със саскуоч“ в Харисън хот спрингс, Британска Колумбия.

## Описание
Според повечето твърдения Голямата стъпка е мощно двуного маймуноподобно същество между 7 и 10 фута (2,10 и 3 метра) високо, покрито с тъмнокафява или тъмно червеникава козина. Главата изглежда седи направо на раменете, без изразен врат. Свидетели са описали големи очи, изразени надорбитни дъги и тясно чело. Горната част на главата е описана като обла, със заострен централен гребен, подобен на този на главата на мъжката горила.

## Предполагаеми същества
Разнообразни видове същества са били описвани като Голямата стъпка. Тези описания са получили малка подкрепа от научното общество.

### Гигантопитекус
Гровър Кранц предполага, че малка популация от Гигантопитекус Блеки може да обясни сведенията за Голямата стъпка. Базирайки се на изследвания на вкаменелост на челюстта, той защитава мнението, че Гигантопитекусът е бил двуног.
Питър Бърн пише в книгата си „Търсенето на Голямата стъпка“, че Гигантопитекът е правдоподобен кандидат да бъде Голямата стъпка, тъй като повечето му фосили са открити в Китай, чиито крайни източносибирски гори са подобни на тези в северозападна Северна Америка. Доста известни животни са мигрирали през Беринговия проток, така че не е неразумно да се допусне, че Гигантопитекусът също го е направил. „Може би“, пише Бърн, „Гигантопитекусът е Голямата стъпка на американския континент и може би той е също така и Йети от Хималаите“ (Bourne, 296).
Хипотезата за Гигантопитекус е считана за доста спекулативна. Смята се, че Гигантопитекусът е бил четириного животно и изглежда невероятно да бъде праотец на двуногия Голямата стъпка. Освен това се спори, че огромната маса на Г. Блеки ще му попречи да възприеме двунога походка. Анализ на филма на Патерсон и Гимлин показва на частите 369, 370, 371 и 372 слаба мандибула, която не съответства на масивната мандибула на Г. Блеки, което, допускайки че филмът на Патерсон и Гимлин е истински, ще елиминира Г. Блеки като кандидат за Голямата стъпка. (Bigfoot Coop Newsletter, March 1997, както и документалният филм Sasquatch: Legend Meets Science).
„Този Гигантопитекус е изчезнал, но някои смятат, че е оцелял като Йети в Хималаите и Голямата стъпка на северозападния бряг на Америка. Но сведенията за тези същества не са убедителни.“ (Campbell p.100)

### Други изчезнали горили
Породата Парантропус и по-специално Парантропус робустус с гребенестия череп и двуногата походка бил предложен от Напиер и антрополога Гордън Страсенбърг като възможен кандидат за личността на Голямата стъпка.
Някои сведения за Голямата стъпка предлагат Хомо еректус за съществото, но скелети на Х. еректус никога не са били намирани в Америка.
Имало е също така и малко известен род Мегантропус, за който се смята, че е пораствал до огромни размери. Отново и за това същество не са намерени останки около Северна Америка и нито едно от намерените по света не е по-младо от един милион години.

## Теории
Голямата стъпка е едно от най-известните същества от криптозоологията. Криптозоолога Джон Уилисън Грийн смята, че Голямата стъпка е феномен (Green 1978:16).
Индиански племена от Северозапада забелязват големи същества, които наричат Саскуоч. Смята се, че такива същества живеят на остров Ванкувър и близо до езерото Харисън.
Най-ранното сведение за горилоподобни същества в Северозапада датират от 1924 г., след серии от срещи на място във Вашингтон, по-късно наречено Каньонът на горилите, описани в Орегониън. Сведения за Голямата стъпка според специалисти има даже през 60-те години на 19 век. Феноменът пожънал световна слава през 1958 г., когато огромни следи от стъпки били забелязани в Хъмбоулт, Калифорния, от пътни работници. Следите, снимани във вестниците, вдъхновили името Голямата стъпка.
Учените обикновено пропускат феномена поради липса на екземпляри. Те отдават многото сведения на фолклор, митология, измама, и неотъждествяването с обикновени животни.
Екологистът Робърт Майкъл Пайл твърди, че повечето култури имат човекоподобни гиганти във фолклора си. „Имаме нужда от огромни същества.“

### Скептици
Повечето учени и академици неопровержимо „отричат съществуването на Голямата стъпка, защото сведенията, поддържащи вярата в оцеляването на праисторическо, двуного, горилоподобно същество с такива размери, са недостатъчни“. В допълнение към липсата на сведения те се позовават на факта, че докато за Голямата стъпка се твърди, че живее в региони, необичайни за голям, нечовешки примат, а именно умерените географски ширини в северното полукълбо, всички други познати нечовешки примати са намерени в тропиците, Африка, Континентална Азия или близки острови. Вкаменелости на големите горили никога не са били намирани в Америките и никакви кости или тела на Голямата стъпка не са били намирани.
Още повече, че сведенията са препълнени с несигурни претенции и явни лъжи и затова повечето учени не обръщат на обекта сериозно внимание. Нейпър пише, че безразличието на по-голямата част от научната общественост се дължи главно на „оскъдните сведения … трудно е да се изненадаш, че учените предпочитат да изследват вероятното, отколкото да си удрят главите на стената на слабо възможното“. Антропологът Дейвид Дейглинг подема тази идея, казвайки „има невероятно ограничен брой данни за Саскуоч, които са податливи на подробно изследване“. Той уведомява, че скептиците заемат проактивна позиция „да предложат алтернативно обяснение. Ние трябва да обясним защо виждаме Голямата стъпка, когато не съществува такова животно“. Действително много учени настояват, че размножаващата се популация на такова животно ще бъде толкова голяма, че няма начин да не се забележи сред останалите същества, което превръща Голямата стъпка в сигурна измислица.
На 24 май 2006 г. Мария Гудавадж пише статия в Ю Ес Ей Тъдей, озаглавена „Голямата стъпка просто разсмива повечето учени“, в която цитира зоолога на щата Вашингтон Джон Крейн – „Няма такова нещо като Голямата стъпка. Никакви данни, освен материали, които са несъмнено фалшифицирани, не са били представяни.“

## Защитници
Въпреки че повечето учени смятат наличните факти за Голямата стъпка неубедителни, няколко видни експерти са изказали одобряващи мнения за съществуването на обекта. В интервю за Националното публично радио през 2002 г. Джейн Гудол за първи път публично изказва мнението си за Голямата стъпка, отбелязвайки „Ами, вие ще бъдете изумени, когато ви кажа, че съм сигурна, че съществуват … Говорила съм с толкова много кореняци американци и всички описват същите звуци, двама даже са ги виждали. Аз сигурно имам около трийсет книги от различни части на света, от Китай, от цялата земя …“. Няколко други бележити учени са изразили поне предпазлив интерес относно данните за Саскуоч, включително Джордж Шалър, Ръсел Митермайер, Дарис Суиндлер и Естебан Сармиенто.
Посмъртно е издаден очеркът на видния антрополог Карлтън Кун „Защо Саскуоч трябва да съществува“, в който той заявява „Още преди да прочета книгата на Джон Грийн „Маймуните сред нас“, за първи път публикувана през 1978 г., бях сигурен, че Голямата стъпка съществува“(Markotic and Krantz, 46). Кун проучва въпроса от няколко страни, казвайки, че е сигурен само в ръководещата сила на популацията на неандерталците като възможни кандидати за обяснението какво е Саскуоч.
Както преди казахме, Нейпър постоянно спорел срещу съществуването на Голямата стъпка, но допълнил, че някои „меки сведения“ (сведения на очевидци, следи от стъпки, косми и изпражнения) са достатъчно непреодолими и затова той съветва срещу „забравянето, че то може да съществува“(Napier, 197).
Кранц и други разискват, че морален кодекс е приложен към изследванията на Саскуоч от много академици. Където има претенции или сведения, че Саскуоч съществува, критичното разглеждане е огромно, както и трябва да е. Когато единици казват, че са фалшифицирали Голямата стъпка, тези данни често са приемани без потвърждаващи сведения.
През 2004 г. Хенри Гий, редактор на престижното списание Нейчър разисква, че същества като Голямата стъпка заслужават по-нататъшни изследвания. Той пише: „Откритието, че Хомо флорезиенсис е оцелял до съвсем скоро в геологически период прави по-вероятно истории за митични, човекоподобни същества като Йети да са направени върху поне мъничко истина … Сега криптозоологията, науката за такива баснословни същества, може да се върне от смъртта“.

## Измами
Следите от Голямата стъпка са често демонстративно фалшифицирани. Авторът Джеръми Кларк разисква, че аферата „Джако“, включваща репортаж във вестник от 1884 г. за заловено маймуноподобно същество в Британска Колумбия (детайли по-долу), е измама. Разследване на Джон Грийн, който основава няколко съвременни вестника в Британска Колумбия, счита твърденията за залавяне като много колебливи. Кларк отбелязва, че Нюуестминстърският вестник „Мейнланд Гардиън“ пише „Абсурдът е написан на лицето ѝ“ (Clark, 195).
През 1958 г. операторът на булдозер Джери Крю занася на вестникарска агенция отливка на една от огромните следи от стъпки, които той и други работници са видели на отделено място за работа в Блъф Крийк, Калифорния. Историята и снимката пожънват световно внимание, предоставени от Асошиейтед Прес (Krantz, 5). Крю е подтикнат от Уилбър Уолъс, брат на Реймънд Уолъс. Години след като са направени отливките на краката, Рей Уолъс бил въвлечен в „търсенето“ на Голямата стъпка и доставя няколко странни сведения. Той не е бил одобряван от доста учени, които гледали сериозно на обекта. Нейпър пише „Не съм впечатлен от историята на господин Уолъс“, чийто снимков материал на краката на Голямата стъпка бил над 15 000 (Napier, 89).
Малко след смъртта на Уолъс децата му го нарекли „бащата на Голямата стъпка“. Те твърдели, че Рей фалшифицирал следите, видени от Джери Крю през 1958 г. Имало е дървени крака сред принадлежностите на наследството на Рей, които, както казва семейството, са били използвани за следите от 1958 г. На върха на популярността семейство Уолъс продали правата над историята на холивудски кинодейци. Филмът с участието на звездата Джъдж Райнхолд така и не бил показан.
Канадският журналист Джон Грийн обсъжда факта, че Рей никога не е казвал, че е направил стъпките от Блъф Крийк и не е бил в района на Блъф Крийк, когато отливката на Крю била получена. Уолъс имал контракти за построяване на пътища в различни части на северозапада и обикновено не бил близо до Блъф Крийк. Години след случката Уолъс опитал да капитализира интереса по няколко начина. Опитал да продава различни артикули на крайпътен магазин, включващи реплики на стъпките на Голямата стъпка, които правел зад магазина си, използвайки чифт дървени крака.

## Твърдения за срещи с Голямата стъпка
- 1840: Протестантският мисионер Ревърънд Елкана Уолкър записва митове за космати гиганти, съществуващи сред индианците в Спокейн, Вашингтон. Индианците твърдели, че тези същества крадяли сьомга и имали силна миризма.[12]
- 1870: Разказ на калифорнийски ловец, който твърди, че е видял саскуоч, разпръскващ останките от лагерния му огън е отпечатан в Морнинг Хералд, Титусвил, Пенсилвания, на 10 ноември 1870 г.[13] Инцидентът станал година по-рано в планините край Грейсън, Калифорния.
- 1893: Разказ на Теодор Рузвелт бил публикуван в Уайлдърнес хънтър. Рузвелт разказва история, която му била споделена от „закален, стар планински ловец, наречен Бауман“, живеещ в Айдахо. Някои учени предполагат близост с репортажите за Голямата стъпка.[14] Свидетелството на Рузвелт е единственото сведение тази случка да се е случила някога.
- 1924: Алберт Остман твърди, че е бил отвлечен и държан като заложник за няколко дни от семейство саскуочи. Инцидентът се случил през лятото в Тоба Инлет, Британска Колумбия.[15]
- 1924: Фред Бек и четирима други миньори твърдят, че са били атакувани от няколко саскуоча в Каньонът на горилите през юли 1924 г. Според сведенията съществата хвърляли големи камъни по колибите на миньорите в период от няколко часа през нощта. Този случай бил публикуван в репортажите на вестниците през 1924 г.[16][17][18]
- 1941: Джени Чапман и децата и твърдят, че са избягали от дома си, когато голям саскуоч, висок около 7½ фута достигнал резиденцията им в Ръби Крийк, Британска Колумбия.[19]
- от 40-те нататък: Хора, живеещи във Фоук, Арканзас, съобщават за същество, подобно на Голямата стъпка, наречено „чудовището от Фоук“, обитаващо района. Голям брой сведения се появяват в района на Боги Крийк и са базата на филма „Легендата на Боги Крийк“.[20][21][22][23][24][25]
- 1955: Уилям Роу твърди, че е видял отблизо женски саскуоч от скривалище край планината Мика, Британска Колумбия.[26]
- 1958: Двама строителни работници Лесли Брийзъл и Рей Кър съобщават, че са видели саскуоч на около 45 мили североизточно от Еурека, Калифорния. 16-инчови стъпки са забелязани преди това в горите на Северна Калифорния.[27]
- 1967: На 20 октомври 1967 Роджър Патерсон и Робърт Гимлин записват претендиращо за саскуоч същество на филм в Блъф Крийк, Калифорния. По-късно той ще стане известен като филмът на Патерсон и Гимлин.[28]
- 1970: Семейство от саскуочи, наречени „зубита“, са забелязани на няколко места от психиатъра от Сан Диего д-р Бадур и семейството му край Алпайн, Калифорния. Историята е записана в интервю от заместник-шерифа на окръг Сан Диего сержант Дъг Хюс, който разследва срещите.[29]
- 1995: На 28 август телевизионен екип от „Уотърланд продукшънс“ спират на пътя в „Щатският секвоен парк Джедедая Смит“ и снимат това, което те казват, че е саскуоч на светлината на фаровете на микробус.[30]
- 2005: На 16 април 2005 г. същество, наподобяващо Голямата стъпка, е видяно край брега на реката Нелсън в Норуей Хаус, Манитоба. Филм от две минути и 40 секунди от стъпки е заснет от оператора на ферибот Боби Кларк.[31] Канадската рок-банда „Дъ Уикъртанс“ по-късно записва песен за срещата „Бигфут!“ в албума им от 2007 г. „Реюниън Тур“.[32]
- 13 август 2008: Жителите на щата Джорджия в САЩ Матю Уитън и Рик Дайер, откриват труп на Голямата стъпка и го дават на изследователите и специалисти по изучаване на снежния човек.[33]
- 17 ноември 2017: Американецът Питър Кейн съобщава с видео, качено на неговия Ютуб канал, че е бил нападнат и изнасилен от женски саскуоч. По думи на Кейн, нейният мотив за това нападение е била нуждата ѝ да продължи вида си.[34]

### Привърженици на Голямата стъпка
- Bigfoot Field Researchers Organization
- Willow Creek – China Flat Museum Архив на оригинала от 2021-05-12 в Wayback Machine. – includes an entire building dedicated to Bigfoot, including footprint casts, maps, photos, and other documents
- LorenColeman.com Архив на оригинала от 2021-05-10 в Wayback Machine. – website of Bigfoot researcher Loren Coleman
- Bigfoot-lives.com – A UK-based Bigfoot site
- Beckjord.com – a site by Erik Beckjord, a controversial Bigfoot enthusiast in favor of a paranormal explanation

### Скептици
- Article by Kal K. Korff and Michaela Kocis, in Skeptical Inquirer, July 2004
- Bigfoot – from the Skeptic's Dictionary
- Skeptic World – Bigfoot